# Fusconaia lananensis
Fusconaia lananensis är en musselart som först beskrevs av Frierson 1901.  Fusconaia lananensis ingår i släktet Fusconaia och familjen målarmusslor. IUCN kategoriserar arten globalt som starkt hotad. Inga underarter finns listade i Catalogue of Life.